# 布道伊·陶马什
布道伊·陶马什（匈牙利語：Buday Tamás，1952年7月5日—），匈牙利男子皮划艇运动员。他曾代表匈牙利参加1976年和1980年夏季奥林匹克运动会皮划艇比赛，共获得二枚铜牌。